# Observator (program de știri)
Observator este programul de știri al postului Antena 1, televiziune deținută de Antena TV Group. Site-ul său, www.observatornews.ro, este parte a Digital Antena Group, divizia digitală a companiei. Emisiunea este difuzată zilnic, în cursul dimineții, la prânz, după-amiaza și seara. Prima ediție Observator a fost transmisă pe 29 noiembrie 1993, în ziua lansării televiziunii Antena 1.

## Difuzare
Principala ediție Observator este difuzată în fiecare zi, în prime time, de la ora 19.00 și este prezentată în cursul săptămânii de Alessandra Stoicescu. În weekend, Observatorul orei 19.00 este prezentat de Nadina Câmpean. Observatorul matinal este difuzat începând cu ora 6.00 și este prezentat de luni până vineri de Iuliana Pepene și Bogdan Alecsandru.  În weekend, ediția matinală a Observatorului îi are ca prezentatori pe Andra Petrescu și Mihai Jurca. În timpul săptămânii, de la 1 martie 2019, Observator 13.00 a devenit Observator 12.00 - 14.00 și se desfășoară, așadar, pe durata a două ore, fiind prezentat de Mihaela Călin, Olivia Păunescu și Valentin Butnaru. Observatorul orei 17.00 este prezentat de Mihaela Călin. De asemenea, de luni până joi, Observatorul are și o ediție de noapte, prezentată de Marius Pancu..

## Observator Sport
Știrile Antena Sport sunt prezentate de Alexandra Tudor (luni-vineri 06:00-08:00 / luni-vineri 19:55 / sâmbătă-duminică 06:00-10:00 - 19:45), Camelia Bălțoi (luni-vineri 06:00-08:00 / luni-vineri 19:55 / sâmbătă-duminică 06:00-10:00 -  19:45) și Dan Pavel (luni-vineri 06:00-08:00 / luni-vineri 19:55 / sâmbătă-duminică 06:00-10:00 - 19:45)

## Observator Meteo
Rubrica Observator Meteo este prezentată de Ioana Scărlătescu și Mihai Jurca.

## Legături externe
- Site web oficial
- Pagina de Facebook oficială
- Cont de Instagram oficial
- Aplicație mobilă Observator